# Na putu do zvijezda (2012.)
Na putu do zvijezda (eng. Pitch Perfect) je američka glazbena komedija redatelja Jasona Moorea iz 2012. godine, s Annom Kendrick u glavnoj ulozi. Film je labava adaptacija knjige Mickeya Rapkina Pitch Perfect: The Quest for Collegiate A Cappella Glory. Snimanje filma dovršeno je u prosincu 2011. godine, a premijeru je imao 24. rujna 2012. u Los Angelesu.

## Radnja
U finalu studentskog nacionalnog a cappella natjecanja, ženska a cappella grupa Barden Bellas bude osramoćena. Četiri mjeseca kasnije, pomalo buntovna brucošica Beca Mitchell (Anna Kendrick) dolazi na sveučilište Barden. Iako joj studiranje uopće nije želja, došla je na inzistiranje svog oca koji je profesor na istom sveučilištu. Nakon što je otac primijetio da Beca ne ide na nastavu i da se nije uklopila u studentski život, predlaže joj dogovor: ako se pridruži nekoj od studentskih organizacija, te ako i nakon godinu dana bude sanjala o odlasku u Los Angeles i karijeri glazbenog DJ-a, on će joj pomoći i platiti preseljenje. Beca pristaje. Pridružila se ženskoj a cappella grupi Barden Bellas. Zbog svog karaktera, upadala je u sukobe s voditeljicom sastava, Aubrey, koja ne želi odstupati od onoga što je zacrtala. Dok Beca predlaže da bi trebalo pokušati drukčiji pristup, Aubrey inzistira na tradicionalnom repertoaru kojeg su oduvijek imale. Drugi brucoš, Jesse, pridružio se ljutim protivnicima, muškoj a cappella grupi istog sveučilišta, Treblemakers.
Radnja filma prati žensku i mušku a cappela grupu (Barden Bellas i Treblemakers) u njihovom međusobnom nadmetanju i usponu do finala natjecanja. Paralelno s time prati odnos između Jessea i Bece. Jesse pokušava osvojiti Becu, no ona ga odbija. Film je prožet humorom, ponekad i vulgarnim, a posebno je začinjen dosjetkama Fat Amy (Rebel Wilson). A cappella sastavi izvode mashup brojnih glazbenih hitova.

## Glumci
- Anna Kendrick kao Beca Mitchell
- Skylar Astin kao Jesse Swanson
- Ben Platt kao Benji Applebaum
- Brittany Snow kao Chloe Beale
- Anna Camp kao Aubrey Posen
- Rebel Wilson kao Patricia "Fat Amy"
- Alexis Knapp kao Stacie Conrad
- Ester Dean kao Cynthia-Rose Adams
- Hana Mae Lee kao Lilly Onakuramara
- Adam DeVine kao Bumper Allen
- Utkarsh Ambudkar kao Donald
- John Michael Higgins kao John Smith
- Elizabeth Banks kao Gail Abernathy-McKadden

## Vanjske poveznice

### Mrežna sjedišta
- Službena stranica filma
- Na putu do zvijezda u internetskoj bazi filmova IMDb-a
- Na putu do zvijezda na Rotten Tomatoes
- Na putu do zvijezda na Box Office Mojo